# Canon EOS 650D

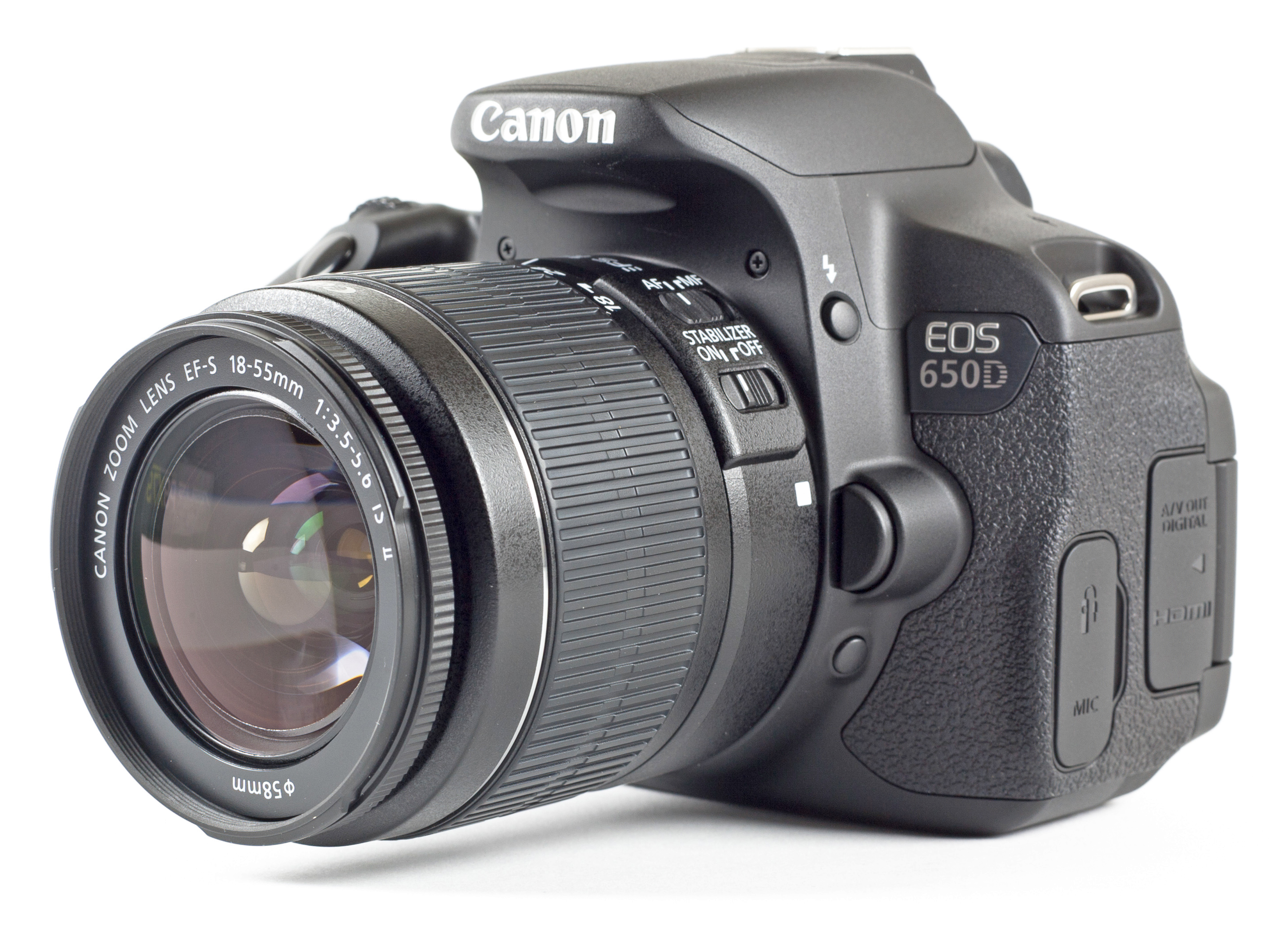

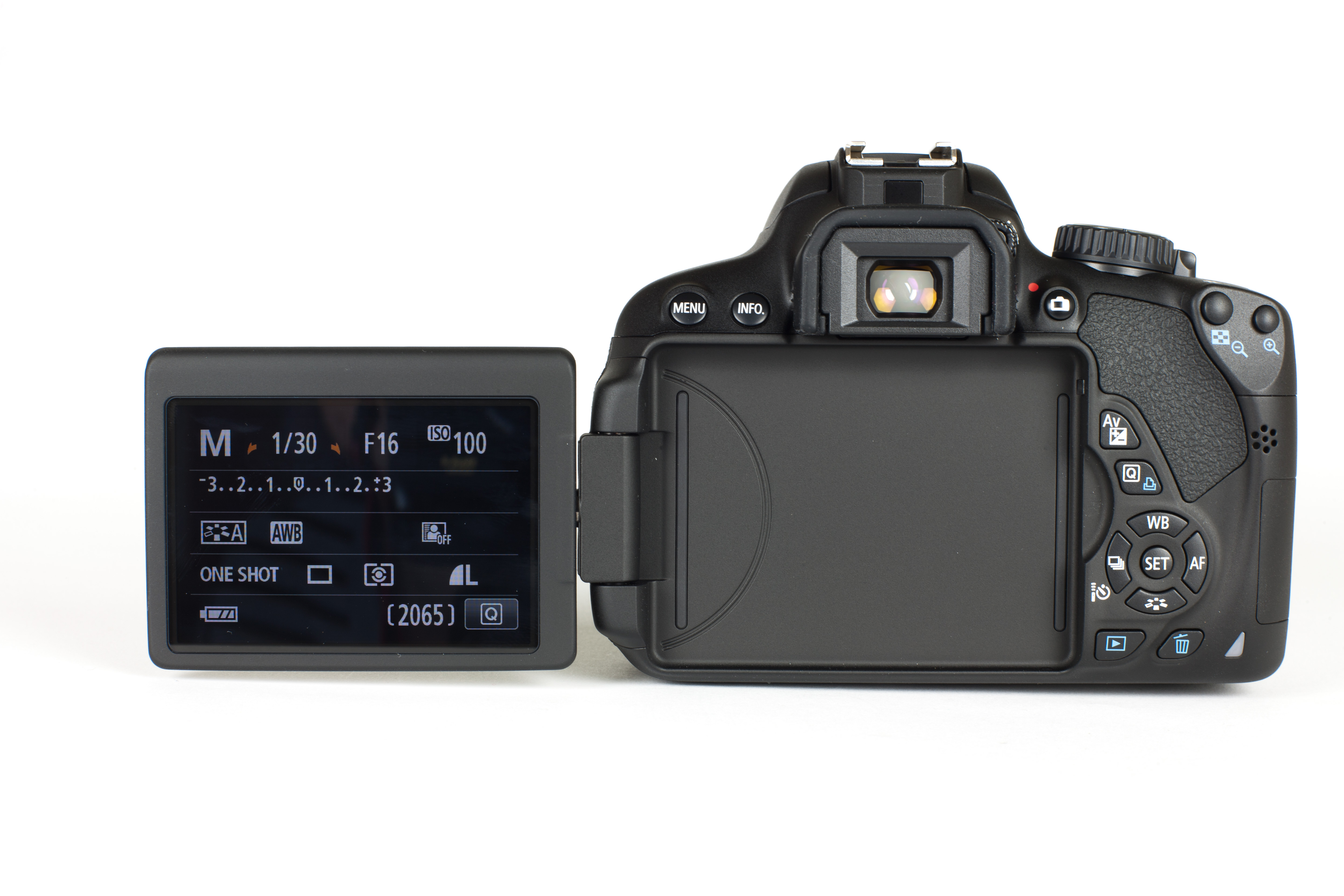

Canon 650D (назва в Північній Америці — EOS Digital Rebel T4i, в Японії — Canon EOS Kiss X6i) — цифрова дзеркальна фотокамера серії EOS від японської компанії Canon.
Фотокамера була анонсована 8 червня 2012 року. Модель 650D є попередником Canon EOS 700D (дата анонсу — 21 березня 2013 року) та наступником Canon EOS 600D (дата анонсу — 7 лютого 2011 року). Камера Canon EOS 650D стала першою дзеркальною камерою, оснащеною чутливим до дотику екраном і гібридною матрицею, частина пікселів якої призначена для фазового автофокусування. Завдяки фазовому автофокусуванню за допомогою матриці нова модель стала першим дзеркальним фотоапаратом цієї фірми з функцією безперервного автофокусування під час відеозйомки. Також до покращення відеозйомки встановлено стереомікрофон, що розташований зверху апарату біля фотоспалаху. Відеозйомка відбувається з якістю 1080р при 25 кадрах на секунду, 720р при 60 кадрах на секунду. Довжина відео обмежена часом та розміром файлу (не більше 30 хвилин та не більше 4 ГБ, відповідно). Під час зйомки відео можна користуватися ручним фокусом на встановленому об'єктиві чи безперервним автофокусом.

## Конструкція
У EOS 650D використовується нова матриця технології «Гібридна КМОН», деякі пікселі якої використовуються для фазового автофокусу, що дозволяє камері грубо визначити відстань, а потім за допомогою контрастного автофокусу здійснити його підстроювання. Як наслідок, в режимах зйомки відео і Live View автофокус настроюється швидше і «відстежує» переміщення об'єкта. Canon EOS 650D — це перша дзеркальна камера Canon, яка може зберігати фокус на об'єкті, що рухається. Крім того, це взагалі перша дзеркалка з сенсорним дисплеєм.
Система гібридного автофокусу розроблена в першу чергу для зйомки відео. За допомогою фазової детекції камера відстежує рух об'єкта, при цьому вона «розуміє», звідки починати фокусуватися, після того, як перший раз наведено фокус перед початком зйомки. Поодинці контрастний автофокус не завжди справляється з таким завданням і іноді втрачає фокус, а потім знову його знаходить. У 650D контрастний автофокус також використовується, але як допоміжний інструмент.
Камера має й інші вдосконалення — це, наприклад, корекція хроматичних аберацій в JPEG-зображеннях (досягається завдяки процесору DIGIC 5), дев'ять хрестових точок автофокусу, покращений задній екран (між дисплеєм і захисним склом відкачано повітря, що має поліпшити видимість при яскравому світлі і зменшити відблиски на екрані), а також вбудований стереомікрофон.

## Головні відмінності від EOS 600D
- Сенсорне управління (з підтримкою multi-touch)
- 14-бітовий процесор
- DIGIC 5
- Режим HDR
- Стандартна чутливість ISO 100-12800 з розширенням до 25600
- Швидкість серійної зйомки 5 кадр / с (проти 3.7 кадр / с у 600D)
- 9 точок автофокусу, всі вони хрестові (1 хресний датчик у 600D)
- Фазовий автофокус в режимах Live View і при зйомці відео
- Безперервний автофокус з відстеженням об'єкта при зйомці відео

Сенсорний екран, яким обладнана 650D, аналогічний екранам смартфонів: реагує не на тиск, а на простий дотик. Користувачам, що використовують смартфони, буде легко звикнути і до можливості перегортати фотографії, і до використання функцію multi-touch для наближення. За допомогою екрана можна управляти всіма функціями і параметрами зйомки, а в режимах Live View і Відеозйомки — наводити фокус і навіть натискати на кнопку спуску затвора.
У Canon 650D є два нових режими, які використовують складову витримку для створення зображення: це «HDR підсвітка» і «Зйомка з рук вночі». Є і кілька ефектів пост-обробки

## Переваги камери
- Відмінна якість виготовлення (хоча не на рівні старших моделей EOS).
- Висока роздільна здатність монітора 1040000 точок.
- Співвідношення сторін монітора 3:2 дозволяє відображати знімок на весь екран (проте інформація при цьому перекриває зображення).
- Монітор поворотний (причому в двох площинах) — що корисно для зйомки в незвичайних ракурсах, зі штатива тощо
- Сенсорний екран з багатою функціональністю.
- Є датчик відключення екрану при піднесенні обличчя до видошукача (який був на моделі 550D, але в 600D був прибраний).
- Точне підстроювання балансу білого (проте не індивідуальна для кожного пресета, а загальна для всіх).
- Швидкий автофокус і висока якість камери в цілому.
- Досить висока швидкість безперервної зйомки 5 кадр за сек (правда, при підключенні RAW довжина серії невелика).
- Настроювані Стилі зображення.
- Можливість управління параметрами при зйомці в автоматичних режимах (з використанням «Атмосфера»).
- Функція Пріоритету світла допомагає боротися з «засвітами».
- Програмна корекція спотворення об'єктива — віньєтування і хроматичної аберації.
- Можливість збереження авторської інформації в EXIF'е.
- Зручний розділ «Моє меню», куди можна помістити часто використовувані параметри і функції.
- Досить велика кількість екранних підказок (функція Feature Guide).
- Бездротове управління зовнішніми спалахами.
- Наявність роз'єму для підключення зовнішнього мікрофона при відеозйомці.
- Full HD відеозйомка аж до формату 1920x1080 @ 25p.
- Переваги гібридного автофокусу проявляються саме при відеозйомці.
- Можливість управління експопараметрами при відеозйомці, у тому числі «на льоту» (однак лише в режимі М; в режимах PAS працює тільки експокорекція).
- При відеозйомці — запис стереозвуку з ручною установкою рівня і фільтром вітру.
- Поява в системі Canon об'єктивів з лінійними кроковими двигунами STM — перефокусовування виходить плавно і безшумно *

## Недоліки камери
- Підсвічування автофокусу стрибає-спалахами (потрібно піднімати спалах, немає спеціальної лампи підсвічування).
- Невдала реалізація режиму HDR (склеюванням з декількох кадрів) — у ньому не працює експокорекція і фіксація експозиції.
- Немає повноцінної внутрішньокамерної обробки RAW файлів і переведення їх в JPEG (є тільки можливість застосувати Художні фільтри).
- Гібридна система дещо прискорила автофокусування в режимі «живого вигляду», проте вона все ж залишається повільною, порівняно як із звичайним фазовим «дзеркальним» автофокусом, так і з беззеркальной камерами.
- У комплекті немає бленди (звичайна ситуація для «кітових» об'єктивів Canon).
- Не надто довга робота на одному заряді акумулятора.
- Немає вбудованого в камеру стабілізатора зображення, що проявиться як мінус у разі використання нестабілізованих об'єктивів.
- Занадто гучний автофокус під час відеозйомки (при перегляді відео).